# Наказные и войсковые атаманы Сибирского казачьего войска
Наказны́е и войсковы́е атама́ны Сиби́рского каза́чьего во́йска
Указаны даты нахождения при должности.

## Войсковые (избираемые) атаманы Сибирского войска
1. Ермак Тимофеевич — 1579—1584
2. Матвей Мещеряк — 1584
3. воевода Иван Мансуров — 1585
4. Масальский-Кольцов, Владимир — 1591
5. воевода Доможиров — 1595
6. воевода Воейков, Андрей Матвеевич — 1598
7. Многогрешный, Демьян Игнатьевич — ок. 1688 — ок. 1692

1. Иванов-Ринов, Павел Павлович — 1918—1925

## Наказные (назначаемые) атаманы Сибирского войска
1. сотник Анциферов, Фёдор — 1760—1772
2. поручик Волошин (Волошанин), Григорий Никитич — 1772—1778
3. поручик Бардин, Козьма Григорьевич — 1778—1799
4. поручик Телятников — 1799—1812 (исполняющий дела, утверждён в должности в 1808)
5. полковник Набоков, Фёдор Карпович — 1812 —1814
6. штабс-капитан Броневский, Семён Богданович — 1814—1824
7. полковник Парфацкий, Аполлон Андреевич — 1824—1825
8. полковник Безносиков — 1825—1829
9. подполковник Лукин, Николай Михайлович — временно командовал войском в 1829 году.
10. генерал-майор Гордеев — 1830—1835
11. генерал-майор Маков — 1835—1836
12. генерал-майор Оленич-Гнененко, Кирилл Акимович — 1836—1837
13. (вакансия?)
14. генерал-майор Строев, Владимир Иванович — 1849—1851
15. генерал-майор Воробьёв, Яков Яковлевич — 1851—1856
16. генерал-майор, позже генерал-лейтенант Кринский, Платон Яковлевич — 1856—20.03.1865
17. полковник (с 30.08.1866 — генерал-майор) Гулькевич, Александр Васильевич — 20.03.1865—1867
18. генерал от инфантерии Хрущёв, Александр Петрович — 1868—конец 1874
19. генерал-лейтенант (с 16.04.1878 — генерал от инфантерии) Казнаков, Николай Геннадьевич — 01.01.1875—19.02.1881
20. генерал-лейтенант Мещеринов, Григорий Васильевич — 19.02.1881—25.05.1882
21. генерал-лейтенант Колпаковский, Герасим Алексеевич — 1882—1889
22. генерал-лейтенант (с 30.08.1890 — генерал от кавалерии) барон Таубе, Максим Антонович — 1889—1900
23. генерал-лейтенант Сухотин, Николай Николаевич — 1901—1906
24. генерал-лейтенант Надаров, Иван Павлович— 1906 — 1908
25. генерал от кавалерии Шмит, Евгений Оттович — 1908—1915
26. генерал-лейтенант (c 10.04.1916 — генерал от кавалерии) Сухомлинов, Николай Александрович — 1915—1917